# هاني في الأدغال
هاني في الأدغال برنامج مقالب يقدمة الممثل المصري هاني رمزي في ثاني تجربة له في هذا النوع من البرامج بعد برنامج هبوط اضطراري. عرض في شهر رمضان 2016 على قناة الحياة وصور في جنوب أفريقيا.

## فكرة البرنامج
تدور فكرة البرنامج حول استضافة الفنان هاني رمزي لأحد الفنانين المشهورين أيضا و ذلك بهدف أخذه في جولة سياحية داخل الأدغال ليشاهد الطبيعة الساحرة و  الخلابة و بعد أن يذهب الفنان التي تمت استضافتة داخل عربة مجهزة و مغلقة بأسلاك حديدية من جميع الجهات تتعطل العربة و يذهب السائق بعيدا و يقوم بعض الحيوانات المفترسة بالهجوم علي العربة و محاولة الهجوم علي الفنان أيضا .
ينتاب الفنان حالة من الرعب الشديدة لأن ليس أمامة أي خيارات للهروب من المكان فيعتبر محبوس داخل العربة و معرض للقتل و الهجوم في أي لحظة , و يبدأ الفنان في الصراخ و الاستغاثة بأي شخص حتي يقوم بإنقاذه و إخراجة مما هو فيه و بعد معاناه شديدة يخرج له الفنان هاني رمزي و طاقم البرنامج و يكون الفنان و قت ذلك تنتابه حالة شديدة من الانهيار العصبي و خاصة إذا كان الفنان التي تمت استضافته أحد الفنانين السيدات  .
و الجدير بالذكر أن مثل هذا النوع من البرامج الخاصة بالمقالب على الرغم من خطورتها الشديدة في بعض الأحيان إلا أنها تحظي بنسب مشاهدة عالية جدا من قبل المشاهدين و ينتظر أفكارها المختلفة الكثيرين.

## ضيوف الحلقات
| رقم الحلقة | ضيف الحلقة           | المهنة               |
| ---------- | -------------------- | -------------------- |
| 1          | مها أحمد             | ممثلة                |
| 2          | إلهام شاهين          | ممثلة                |
| 3          | فيفي عبده            | ممثلة                |
| 4          | دينا الشربيني        | ممثلة                |
| 5          | أحمد زاهر            | ممثل                 |
| 6          | داليا البحيري        | ممثلة                |
| 7          | محمد زيدان           | لاعب كرة             |
| 8          | دينا فؤاد            | ممثلة                |
| 9          | عزت أبو عوف          | ممثل                 |
| 10         | ميس حمدان            | ممثلة                |
| 11         | أحمد صفوت            | ممثل                 |
| 12         | إيمان العاصي         | ممثلة                |
| 13         | علا غانم             | ممثلة                |
| 14         | سيد معوض             | لاعب كرة             |
| 15         | هالة صدقي            | ممثلة                |
| 16         | سامح حسين            | ممثل                 |
| 17         | أمينة                | مطربة                |
| 18         | أحمد فهمي            | مطرب                 |
| 19         | مي سليم              | ممثلة                |
| 20         | كريم فهمي            | ممثل                 |
| 21         | دينا                 | راقصة                |
| 22         | سليمان عيد           | ممثل                 |
| 23         | أحمد سعد             | مطرب                 |
| 24         | ريم البارودي         | ممثلة                |
| 25         | إيهاب توفيق          | مطرب                 |
| 26         | سعد الصغير           | مطرب                 |
| 27         | هالة فاخر            | ممثلة                |
| 28         | مصطفى قمر            | مطرب                 |
| 29         | إنتصار               | ممثلة                |
| 30         | ملخص للحلقات السابقة | ملخص للحلقات السابقة |

## روابط خارجية
- كواليس هاني في الأدغال تكشف عن فنانين تعرضوا لخطر الموت “الأسد يفتح الباب ,والأخر يأكل المراية”
- الحياة اليوم - قبل عرض برنامج هاني في الادغال .. لقطات مرعبة وحصرية من كواليس البرنامج على يوتيوب